# Pino Rauti

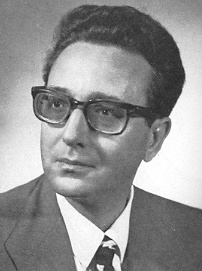
Pino Rauti, 1972

Giuseppe Umberto „Pino“ Rauti (* 19. November 1926 in Cardinale, Kalabrien; † 2. November 2012 in Rom) war ein italienischer neofaschistischer Politiker.

## Politisches Wirken
Pino Rauti war seit ihrer Gründung im Dezember 1946 Mitglied der Partei Movimento Sociale Italiano, die von Kämpfern der Repubblica Sociale Italiana und früheren Mitgliedern des faschistischen Regimes in Italien gegründet wurde. Von Januar 1990 bis Juni 1991 war er auch deren Vorsitzender. Zwischen 1972 und 1992 gehörte er der Camera dei deputati als Abgeordneter an.
Im Jahre 1956 gründete er unter dem Einfluss des faschistischen Ideologen Julius Evola die rechtsextreme Terrororganisation Ordine Nuovo.
Im Jahre 1995 wollte er als Führer des rechtsradikalen Flügels der MSI den „Umschwung von Fiuggi“, als Gianfranco Fini aus der MSI heraus die gemäßigtere Alleanza Nazionale gründete, nicht mittragen. Er bezeichnete dies als „Verleugnung der eigenen Geschichte“ und war von Januar 1995 bis Februar 2002 Vorsitzender der neuen Partei Fiamma Tricolore, die an die neofaschistische Tradition der MSI anknüpft.
Von der Fiamma Tricolore wandte er sich nach ein paar Jahren ab und gründete am 7. Mai 2004 die Partei Movimento Idea Sociale, deren Vorsitzender er bis zu seinem Tod war.

## Familie
Seine Tochter Isabella ist seit 1992 mit dem postfaschistischen Spitzenpolitiker Gianni Alemanno verheiratet, mit dem sie einen Sohn hat.